# Wapen van Ottersum

Wapen van Ottersum

Het wapen van Ottersum werd op 13 november 1896 verleend door de Hoge Raad van Adel aan de Limburgse gemeente Ottersum. Per 1973 ging Ottersum op in gemeente Gennep. Het gemeentewapen kwam daardoor te vervallen. In het wapen van Gennep per 1973 werden de wapens van Ottersum en Gennep samengevoegd waarbij de kleuren werden gewisseld om duidelijk te maken dat het om twee gemeenten ging.

## Blazoenering
De blazoenering van het wapen luidde als volgt:
Gedeeld; rechts in azuur de H.Johannes de Dooper, gekleed in een schapenvacht van natuurlijke kleur, gelaat, handen, voeten, haar en baard mede van natuurlijke kleur, houdende in den linkerarm een kruisstaf van goud en op de rechterhand vóór de borst dragende het Lam Gods van goud in een nimbus van zilver; links in goud een St.Andrieskruis van keel, vergezeld van 4 droogscheerdersscharen van hetzelfde (Gennep).
De heraldische kleuren zijn azuur (blauw), goud (goud of geel), zilver (wit) en keel (rood) en natuurlijke kleuren.

## Geschiedenis
Ottersum viel vroeger onder heerlijkheid en schepenbank van Gennep. Het geslacht van Gennep voerde als wapen een St. Andrieskruis van keel op een veld van goud, vergezeld van vier scharen van keel. Dit wapen staat ook vermeld in het Wapenboek Gelre. Johannes de Doper is de patroonheilige van de gemeente, maar voor 1844 was de kerk gewijd aan de heilige Lambertus van Maastricht, dus de keuze voor Johannes de Doper is opmerkelijk te noemen. Een voorstel van de gemeente waarbij Johannes de Doper een schild zou vasthouden met het Gennepse wapen werd afgewezen door de Hoge Raad van Adel, die uiteindelijk het gedeelde wapen vaststelde.

## Verwante wapens

Wapen van Gennep per 1973